# Гексасульфид дицезия
Гексасульфид дицезия — неорганическое соединение серы и цезия с формулой Cs2S6, красные кристаллы.

## Получение
- Сплавление стехиометрических количеств чистых веществ:

{\displaystyle {\mathsf {2Cs+6S\ {\xrightarrow {186^{o}C}}\ Cs_{2}S_{6}}}}

## Физические свойства
Гексасульфид дицезия образует красные кристаллы триклинной сингонии, пространственная группа P 1, параметры ячейки a = 1,153 нм, b = 0,918 нм, c = 0,467 нм, α = 89,22°, β = 95,2°, γ = 95,13°, Z = 2
.
Соединение конгруэнтно плавится при температуре 186 °C.